# 長洞站
長洞站（韓語：장동역）是朝鮮民主主義人民共和國咸鏡南道水洞郡的一個鐵路車站，属于高原煤矿线。

## 邻近车站
高原煤矿线
德寺站 - 長洞站